# Bretaigne Windust
Ernest Bretaigne Windust (* 20. Januar 1906 in Paris, Frankreich; † 19. März 1960 in New York City, Vereinigte Staaten) war ein US-amerikanischer Theaterschauspieler, Theaterregisseur sowie Film- und Fernsehregisseur.

## Leben und Wirken

### Herkunft und Ausbildung
Der Sohn des englischen Geigenvirtuosen Ernest Joseph Windust und der US-amerikanischen Sängerin Elizabeth Amory Day wurde in Paris geboren, lernte dank seiner deutschen Gouvernante, die weitgehend seine Erziehung übernahm, perfekt Deutsch, und verbrachte, kriegsbedingt, die Jahre 1914 bis 1918 in dem den Eltern sicherer erscheinenden Großbritannien. Hier entwickelte Bretaigne Windust sein Interesse am Theater. Nach Kriegsende kehrte die Familie nach Paris zurück, wo sich Windusts Eltern 1920 scheiden ließen. Gemeinsam mit seiner Mutter übersiedelte der Teenager in die Vereinigten Staaten. Hier schrieb er sich an der Columbia University (wo er sich einen Ruf als Sänger, Stimmlage Sopran, erwarb) und anschließend in Princeton ein, wo er Mitglied und später Vorsitzender der Theatre Intime Players wurde. Entgegen den Wünschen der Eltern, die sich für ihren Jungen eine Berufslaufbahn als Diplomat erhofften, entschied sich Bretaigne für eine Karriere als Schauspieler an der Bühne.

### Am Theater als Schauspieler
Seine erste nachweisbare Rolle spielte er im März 1926, damals noch als Ernest B. Windust, in dem Stück Candida nach George Bernard Shaw. Im April 1927 debütierte er in New York unter dem Signum Bretaigne Windust in einer Aufführung von William Shakespeares Hamlet. Ein Jahr später gründete Windust zusammen mit Charles Leatherbee die University Players auf Cape Cod in Falmouth, Massachusetts. Das Unternehmen bestand fünf Jahre lang und hatte spätere Top-Kollegen wie Joshua Logan, Henry Fonda, James Stewart, Margaret Sullavan, Mildred Natwick und Kent Smith als Mitglieder. Es folgten Auftritte Windusts in Stücken wie Tsar Fyodor und Old Timer (beides 1929). Im selben Jahr begann er eine Zusammenarbeit mit der Theatre Guild in Manhattan als stellvertretender Bühnenmanager, behielt aber seine Position als Direktor der University Players in der Nebensaison bei, als diese bis Mitte 1932 auf Cape Cod auftraten. Während der Winterspielzeit 1931/32 verließ er kurzzeitig die Theatertruppe, um die University Players durch die 18-wöchige Wintersaison in Baltimore zu führen.

### Am Theater als Regisseur
Windusts erster großer Erfolg als Theaterregisseur wurde 1932 die West End-Inszenierung von Eugene O'Neills Stück Strange Interlude. Ab Oktober 1933, als er Spring in Autumn aufführte, inszenierte Bretaigne Windust regelmäßig an New Yorker Bühnen, wirkte aber auch weiterhin hin und wieder selbst in Inszenierungen mit. 1936 stellte er in Personalunion als Regisseur, Komponist und Schauspieler Robert E. Sherwoods Stück Idiot's Delight auf die Beine, 1943 war er bei Murder Without Crime sowohl als Regisseur und Produzent als auch als Schauspieler beteiligt. Im Januar 1941 gelang ihm mit der rabenschwarzen Komödie Arsenic and Old Lace (auf Deutsch: Arsen und Spitzenhäubchen) ein großer Publikumserfolg, der dazu führte, dass dieser Stoff noch im selben Jahr mit Cary Grant verfilmt wurde. Exakt sechs Jahre später, im Januar 1947, gelang Windust ein weiterer Publikumshit, als er in New York das Musical Finian's Rainbow auf die Bühnenbretter brachte. Seine Regiekarriere in der New Yorker Theaterwelt endete erst 25 Jahre nach ihrem Beginn in der Stadt am Hudson, als Bretaigne Windust im Oktober 1958 das Stück The Girls in 509 zur Aufführung brachte.

### Bei Film und Fernsehen
Zwischenzeitlich (1947) war Windust nach Hollywood abgereist, um dort nun auch als Filmregisseur zu arbeiten. Die Produktionsfirma Warner Bros. gab ihm einen mehrjährigen Vertrag und überließ ihm zunächst die Dialogregie bei Stallion Road mit Ronald Reagan in der Hauptrolle. Es folgten 1948 zwei mäßig erfolgreiche Inszenierungen mit Topstar Bette Davis sowie ein weiterer Film, diesmal mit Ginger Rogers in der weiblichen Hauptrolle. 1950 überantwortete man ihm den harten Krimistoff Der Tiger mit Humphrey Bogart, doch Windust musste die Regie krankheitsbedingt rasch an Raoul Walsh, der jedoch auf seine Namensnennung kulanterweise verzichtete, abgeben. Nach seiner Genesung fand er keinen Anschluss mehr an Hollywoods Kinobranche und kehrte zunächst Nach New York zurück, wo er im Oktober 1951 das Krimimusical Remains to be Seen inszenierte und wieder einen Erfolg landen konnte. Hinter die Kamera kehrte Bretaigne Windust nur noch sporadisch zurück, als er für die Fernsehsparte der Produktionsfirma Universal mehrere Episoden langlebiger Serien wie Alfred Hitchcock präsentiert, Wagon Train und Bachelor Father inszenierte. 1954 stellte er in seiner Funktion als Produzent mit Casino Royale auch den allerersten James-Bond-Film (für das Fernsehen) auf die Beine. 1957 führte er überdies Regie bei einer Einzelproduktion, der Thanksgiving-Spezialsendung The Pied Piper of Hamelin (auf Deutsch: Der Rattenfänger von Hameln). Erst 54 Jahre alt, starb Bretaigne Windust infolge einer Operation.

## Filme
als Regisseur, wenn nicht anders angegeben:
- 1947: Stallion Road (nur Dialogregie)
- 1948: Die Braut des Monats (June Bride)
- 1948: Winter Meeting
- 1950: Mordsache: Liebe (Perfect Strangers)
- 1950: Pretty Baby
- 1950: Der Tiger (The Enforcer)
- 1952: Face to Face (Co-Regie)
- 1954: Casino Royale (nur Produktion)
- 1957: The Pied Piper Of Hamelin (Fernsehfilm)
- 1958: The Thin Man (TV-Serie, drei Folgen)
- 1959: Alfred Hitchcock präsentiert (Alfred Hitchcock Presents) (TV-Serie, zwei Folgen)
- 1959: Markham (TV-Serie, vier Folgen)
- 1959: Wagon Train (TV-Serie, drei Folgen)
- 1959–60: Star Time (TV-Serie, drei Folgen)
- 1959–60: Bachelor Father (TV-Serie, zehn Folgen)
- 1960: Ende gut – alles gut (The Jim Backus Show) (TV-Serie, eine Folge)